# Szent Vér-bazilika
A Szent Vér-bazilika (hollandul Heilig-Bloedbasiliek, franciául Basilique du Saint-Sang) Brugge világörökségi belvárosának ősi katolikus temploma, amely 1923-ban kapta meg a bazilika (basilica minor) egyházi rangot.

## Története
Brugge óvárosának ma Burgnak (vár) nevezett részén Flandria első grófja, Vaskarú Baldwin (Boudewijn met de IJzeren Arm) 862-ben egy erődítményt épített a normannok betörései ellen. Ennek délnyugati sarkában épült fel a 12. században a Nagy Szent Vazul-kápolna, ismertebb nevén a Szent Vér-templom.
Elzászi Thierry (Diederik) gróf 1134-ben A rezidenciája mellett egy kettős, altemplomból és felső templomból álló kápolnát építtetett, ami 1157-re készült el teljesen, a kor román stílusában. A kápolnát Nagy Szent Vazul tiszteletére szentelték fel. A szent ereklyéit (négy gerinccsigolyát) II. Róbert flamand gróf hozta Kaiszareia-ból 1100 tavaszán Bruggébe.
1134-ben Elzászi Diederik (Thierry) gróf újabb keresztes hadjáratra indult a II. keresztes hadjárat keretében. A hagyomány szerint 1150. április 7-én tért haza a Szent Vér ereklyéjével, amit a felső kápolnában helyeztek el.
A templom felső részét a 16. században gót stílusban újították meg. A francia forradalom idején az épület e részét lerombolták. A 19. században neogótikus stílusban építették újjá.

## Elhelyezkedése

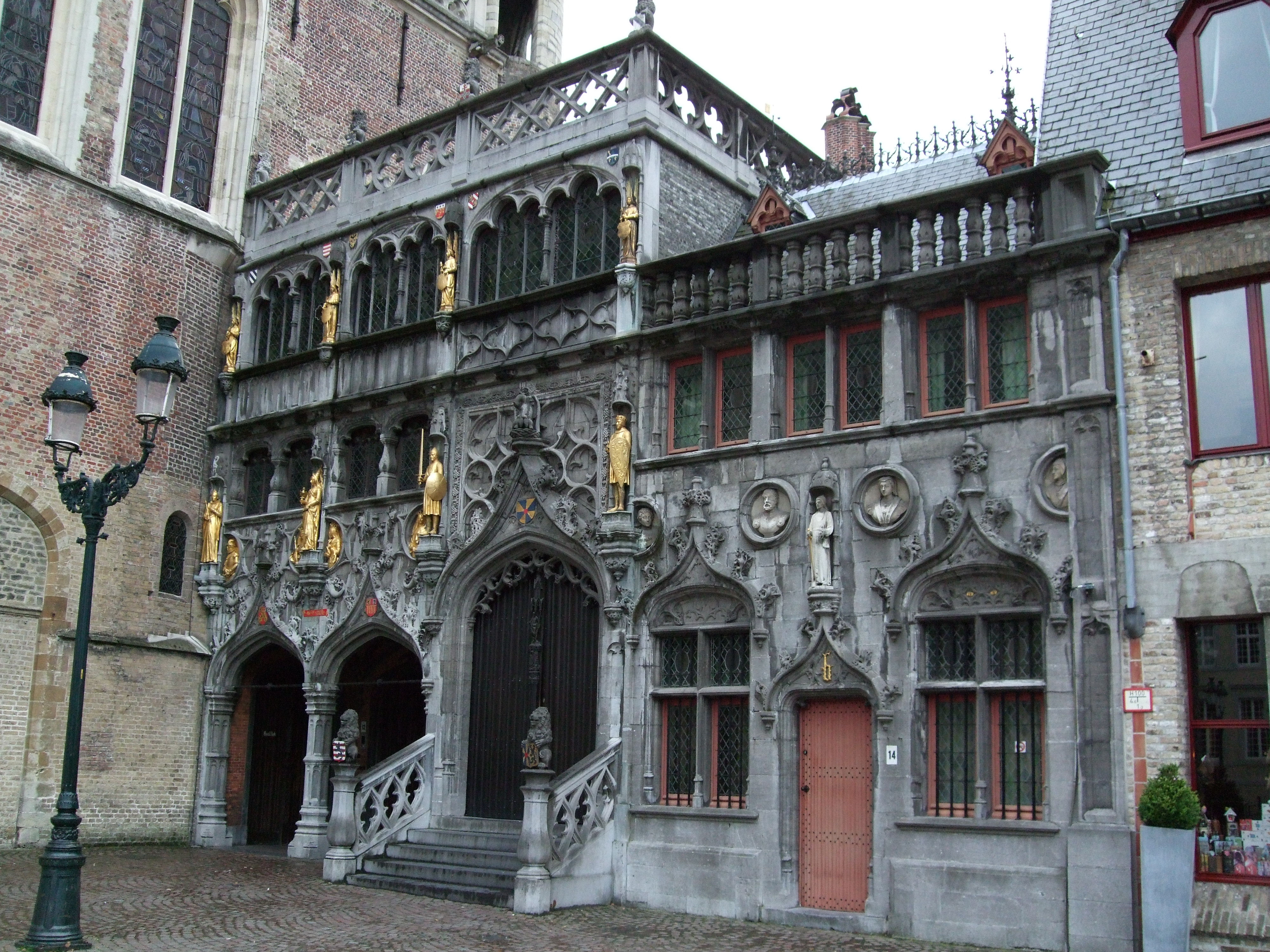
A bejárat

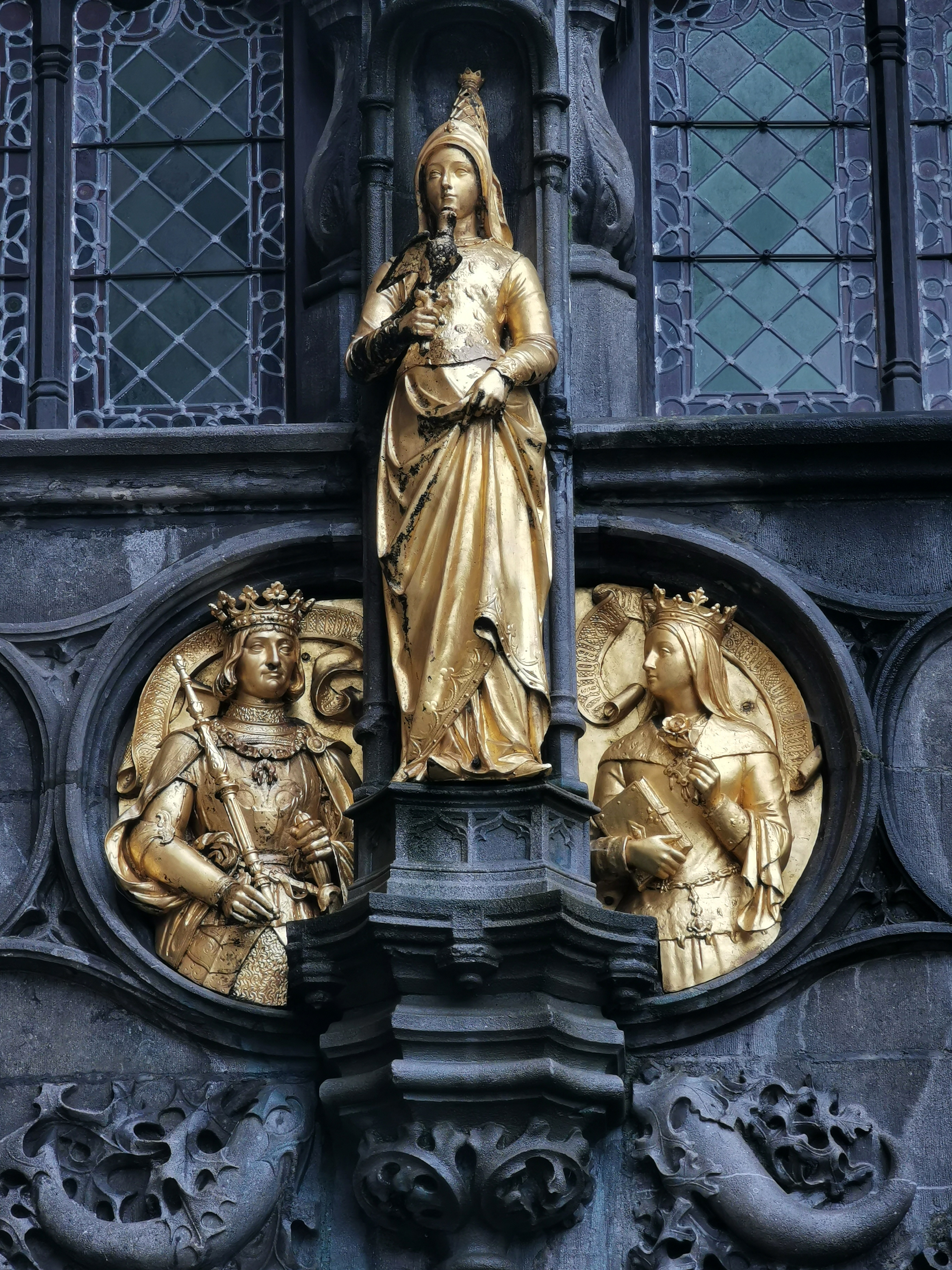
A bejárati homlokzat gazdag díszítései

A bazilika Brugge óvárosában, a Burg nevű tér sarkában található. Erősen egybeépült a környező épületekkel, köztük a bruggei városházával így díszes bejárata ellenére első látásra nem emlékeztet templomra.
A bejárat mögött található monumentális, késő gótikus és reneszánsz  lépcső 1529 és 1533 között épült Lancelot Blondeel flamand festő és építész tervei alapján.
A lépcső a francia forradalomban a templom felső részével együtt súlyosan megsérült, és csak 1832-ben rekonstruálták. Ez volt a fiatal belga állam első nagyszabású műemléki helyreállítása.

## A Nagy Szent Vazul-kápolna
A védőszentről elnevezett altemplom a nyugat-flandriai román stílus egyik legszebb és legépebben fennmaradt emléke. Az altemplom központi hajóját két oldalhajó fogja közre. A jobb oldali hajóban található a Miasszonyunk a gyermekkel festett faszobor a 14. század elejéről. További két faszobor, az Ülő Jézus és a Pieta 1900 körül készültek; ezeket minden évben hordozzák a körmeneten.
A kórus bal oldalán található, 1504-ben kialakított mellékkápolna őrzi Szent Vazul és Jó Károly ereklyéit.

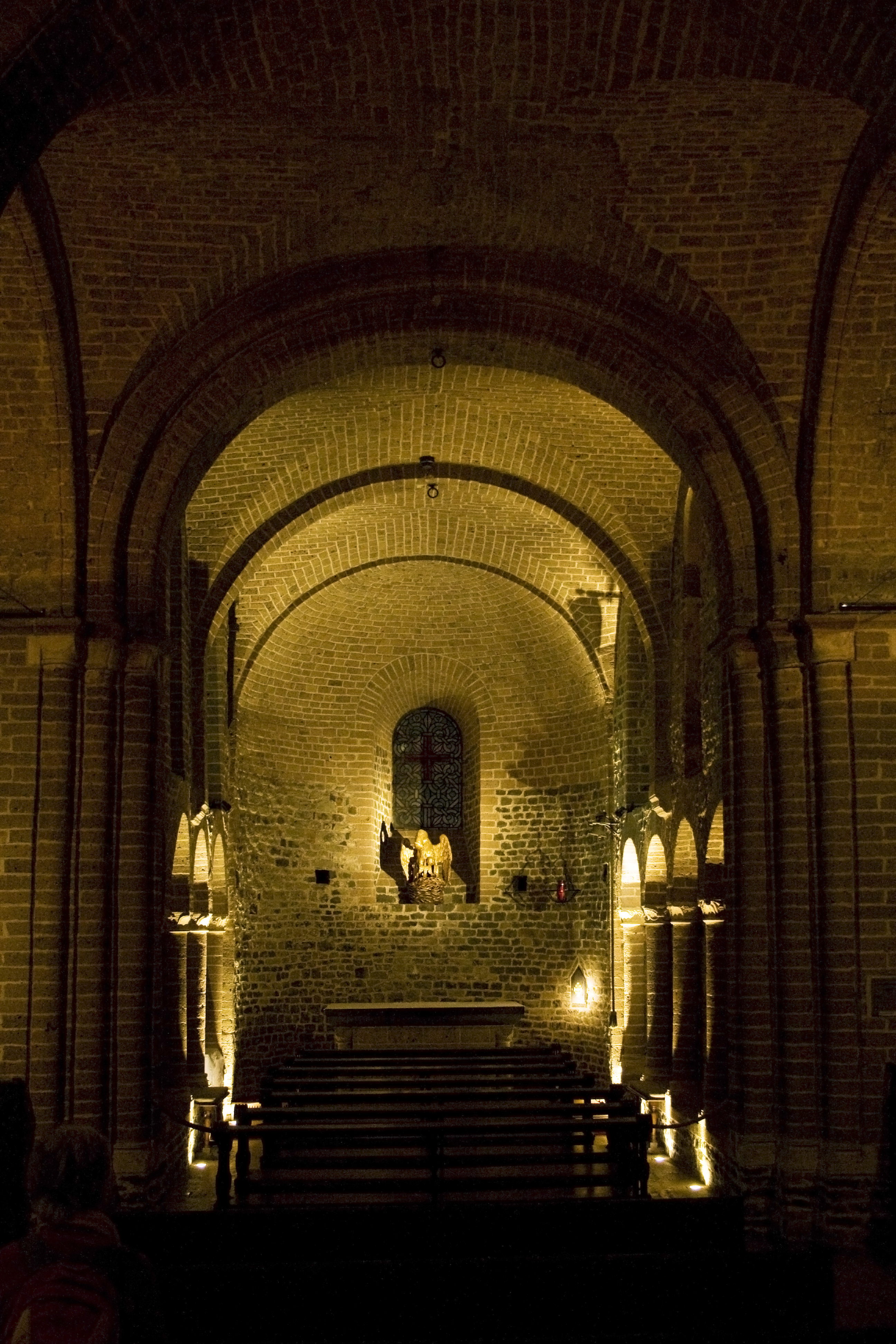
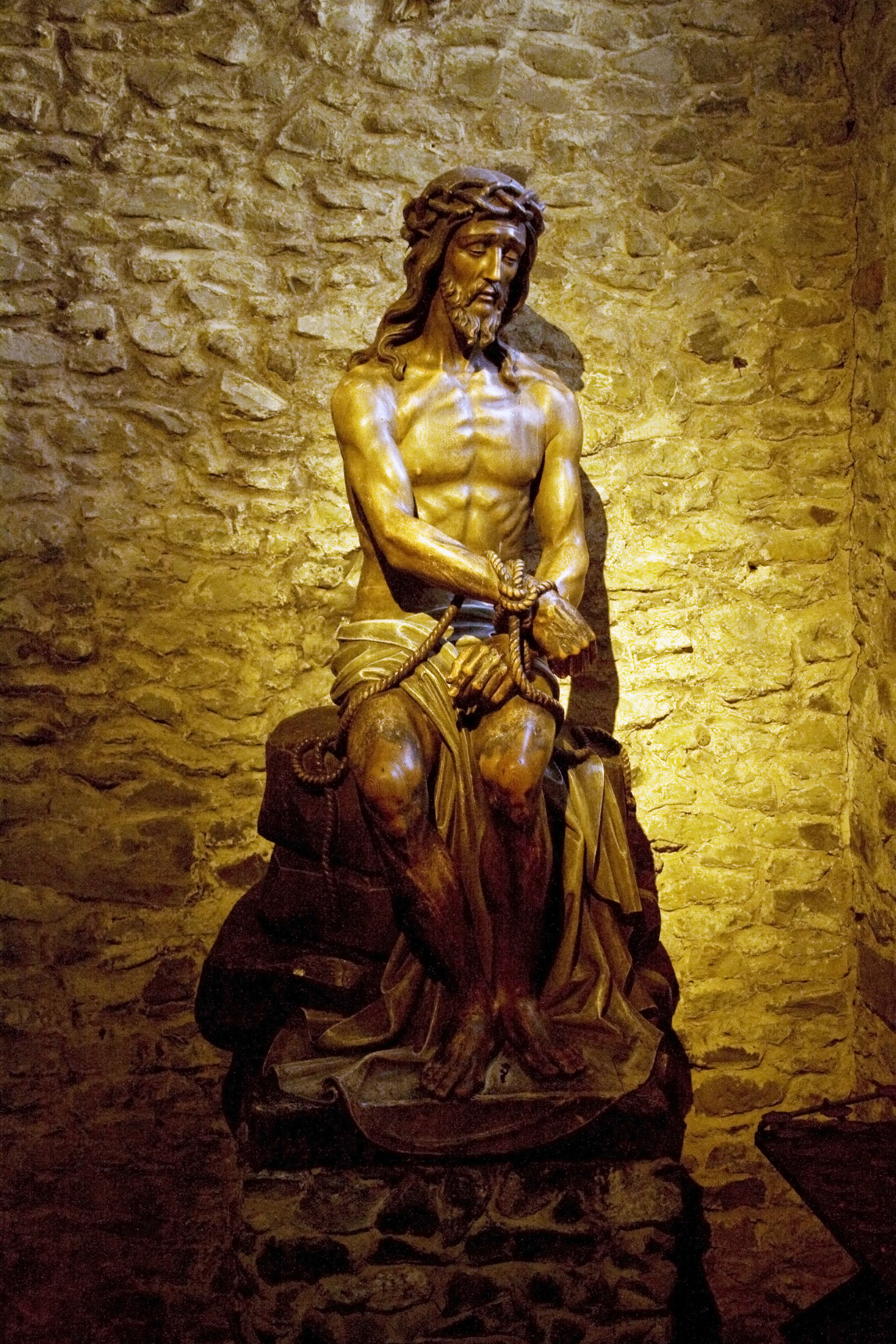
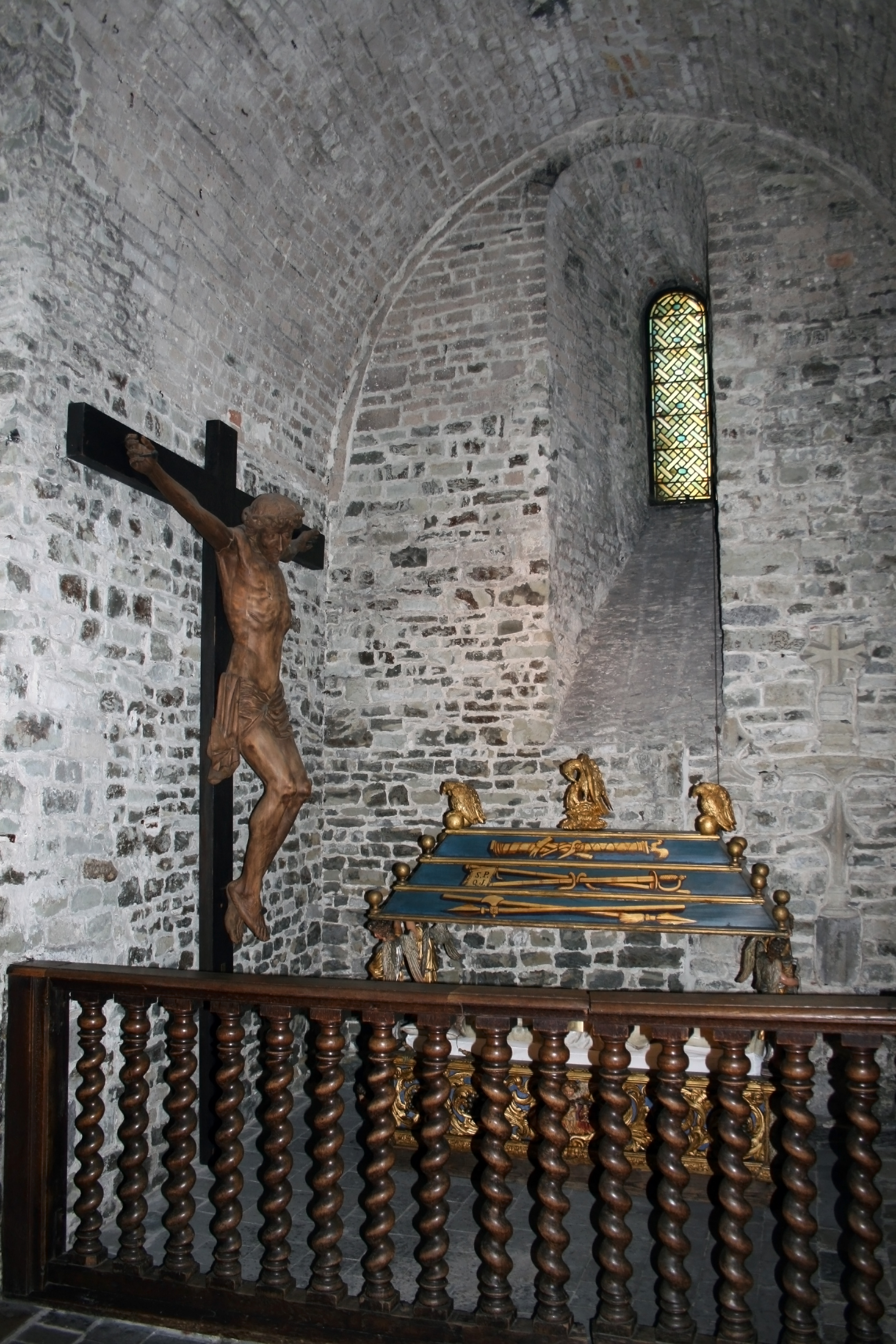
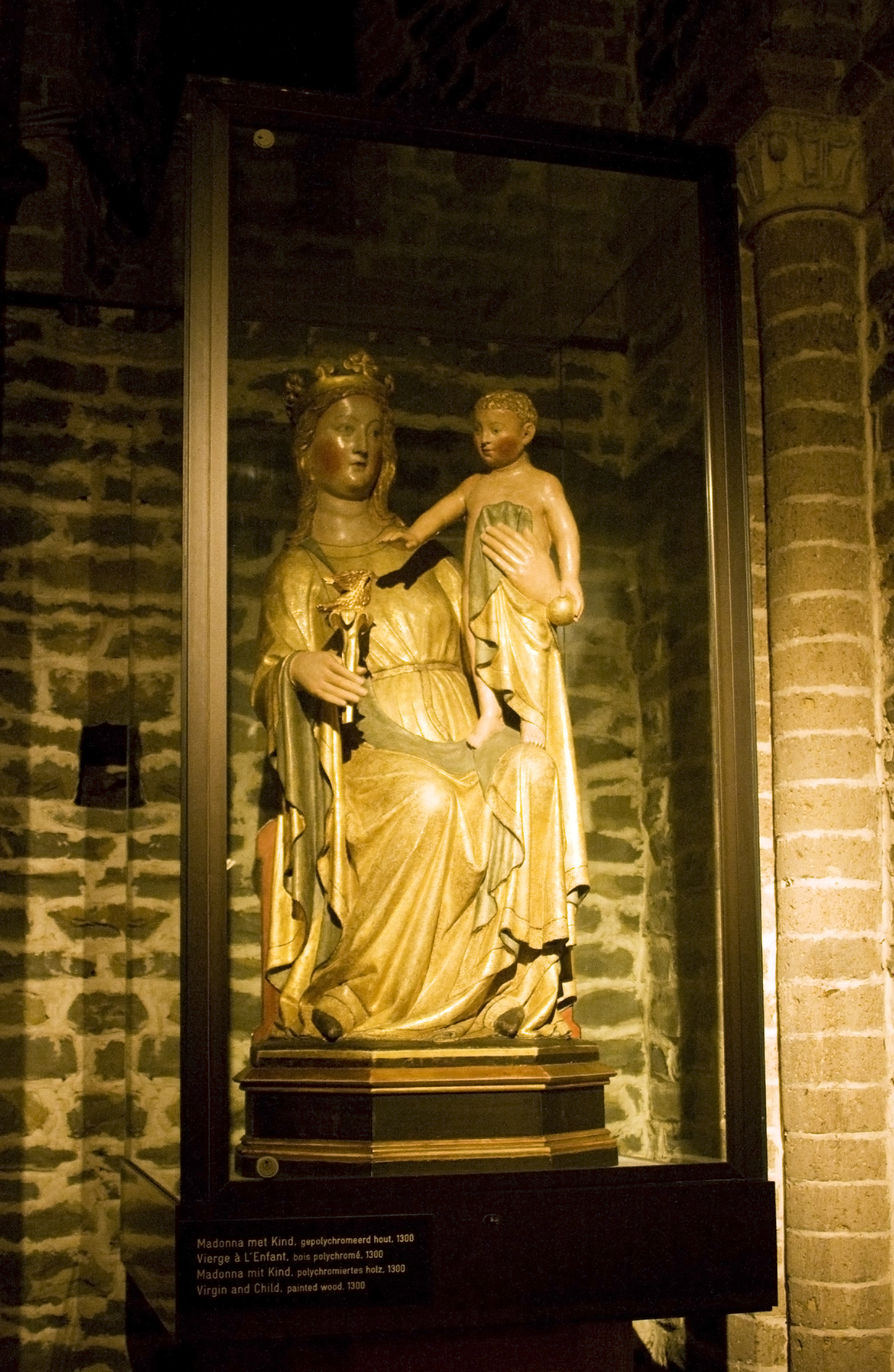

## A Szent Vér-kápolna
Az épület felső részében elhelyezkedő tulajdonképpeni templomot nevezik Szent Vér-kápolnának is. Eredetileg ez is román stílusban épült, de már a 15. század végén átépítették gót stílusban, majd a francia forradalom pusztításai után 1823-ban. Csak a Szent Vér-ereklyét őrző oldalkápolnába nyíló boltívek őrzik az eredeti román stílust.

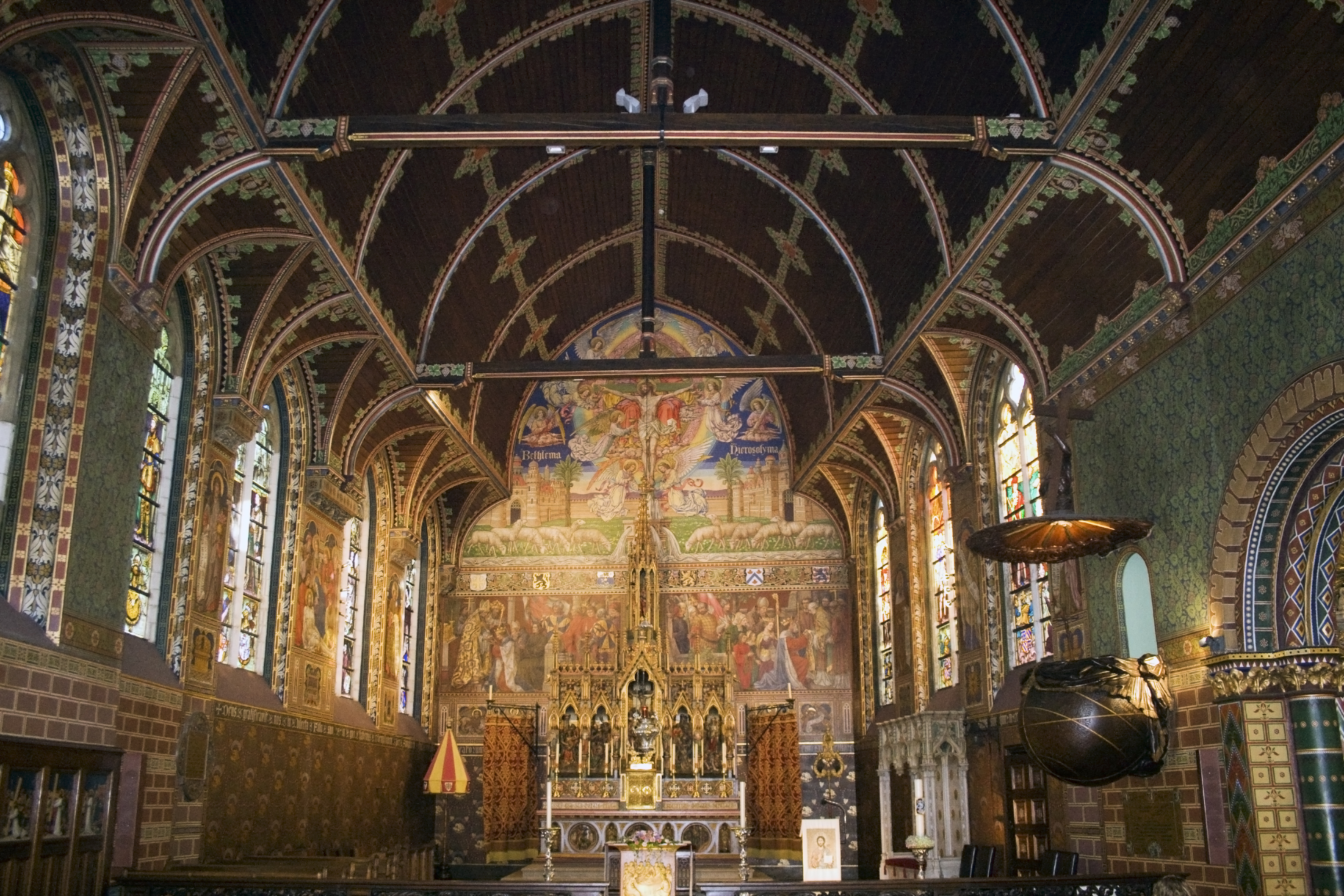
A főhajó az oltárral

A 19. század folyamán további átépítések során kapta a templom mai neogótikus formáját és jellegzetes dekorációit, falának díszítését. A festettüveg-ablakokat is ebben az időszakban kellett újraalkotni, mert azokat is leszerelték a francia forradalom idején – egy részük Londonba került és ma a Viktória és Albert Múzeumban látható.
A glóbuszt formázó szószéket 1728-ban alkotta a bruggei Henry Pulinckx, a Biblia alapján: Menjetek a világba és hirdessétek az igét. (Márk 16:15).
Az oltár mögötti falfestmény 1905-ben készült. Felső részén a vérét hullató Krisztust ábrázolja, a háttérben Betlehem és Jeruzsálem városával. A kép alsó része az ereklye útját mutatja be Jeruzsálemtől Bruggéig: baloldalt I. Thierry flamand gróf átveszi az ereklyét III. Balduin jeruzsálemi királytól, jobbra, a grófnővel együtt térdelve, átnyújtja azt a káplánnak.
A magas oltárt az utolsó vacsorát ábrázoló alabástrom dombormű díszíti a 17. századból. A bazilika rangját jelképező attribútumok, a tintinnabulum, azaz a kis körmeneti harang és az umbraculum, a sárga és vörös selyemből készült napernyő az oltár mellett láthatóak.

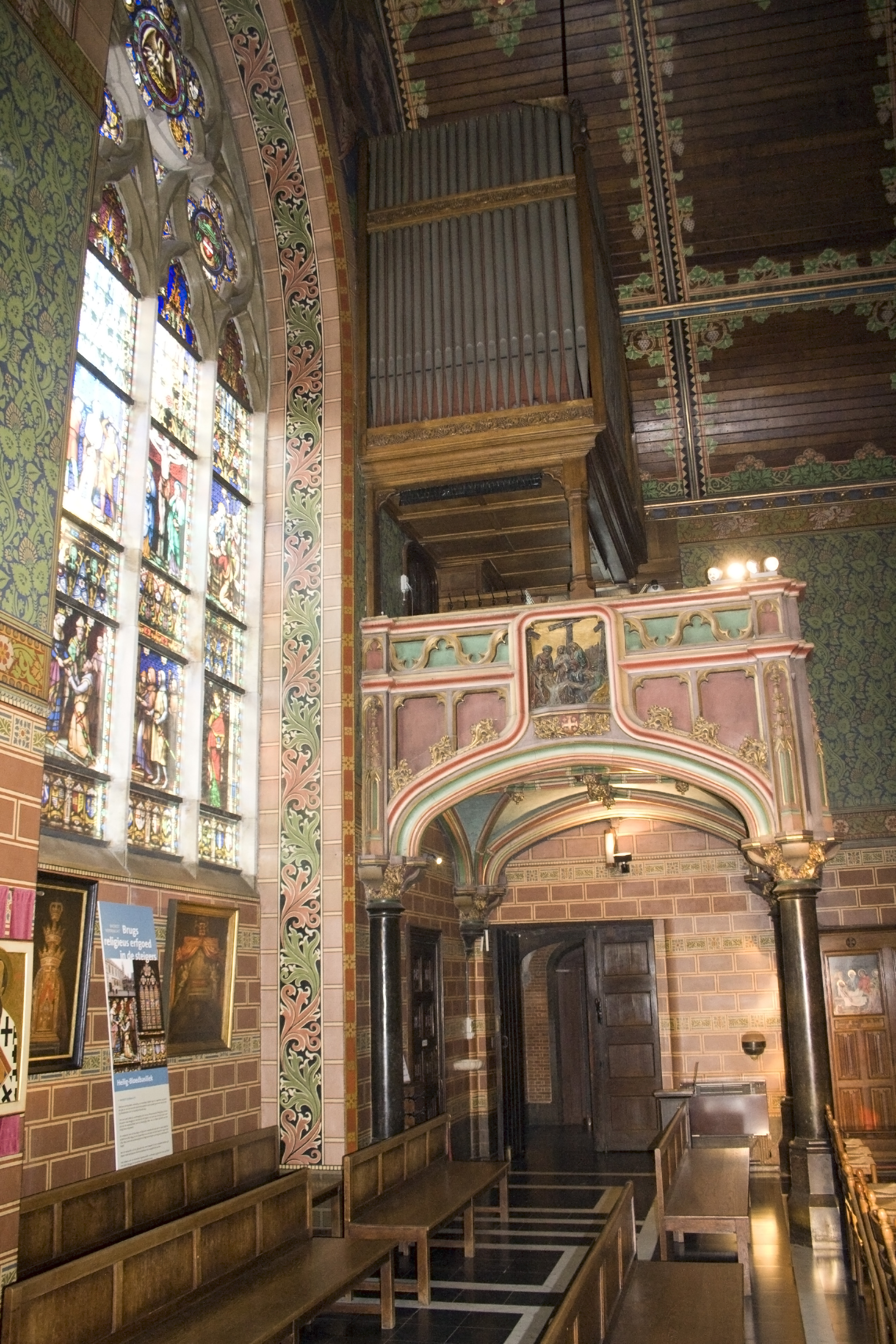
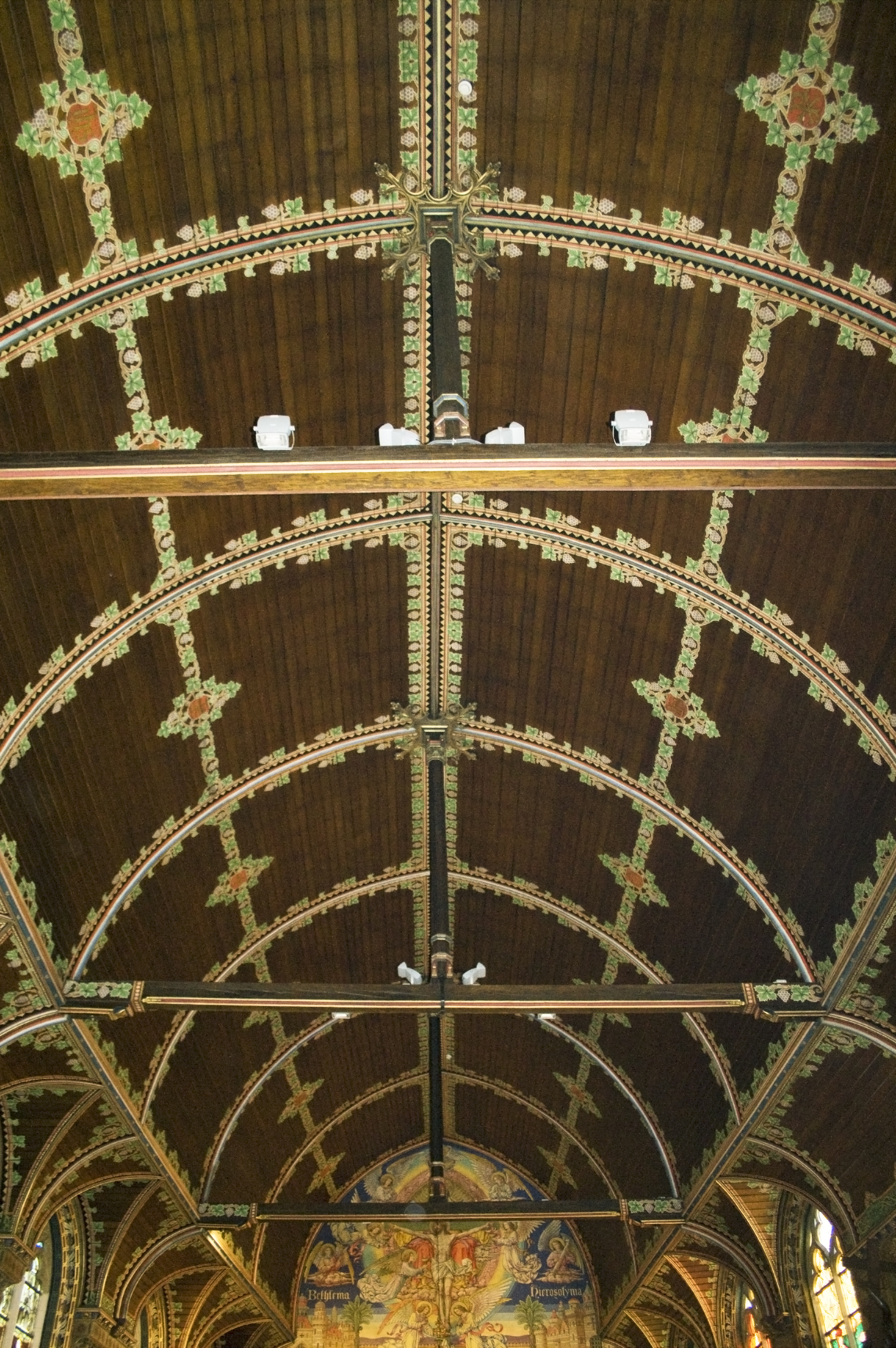
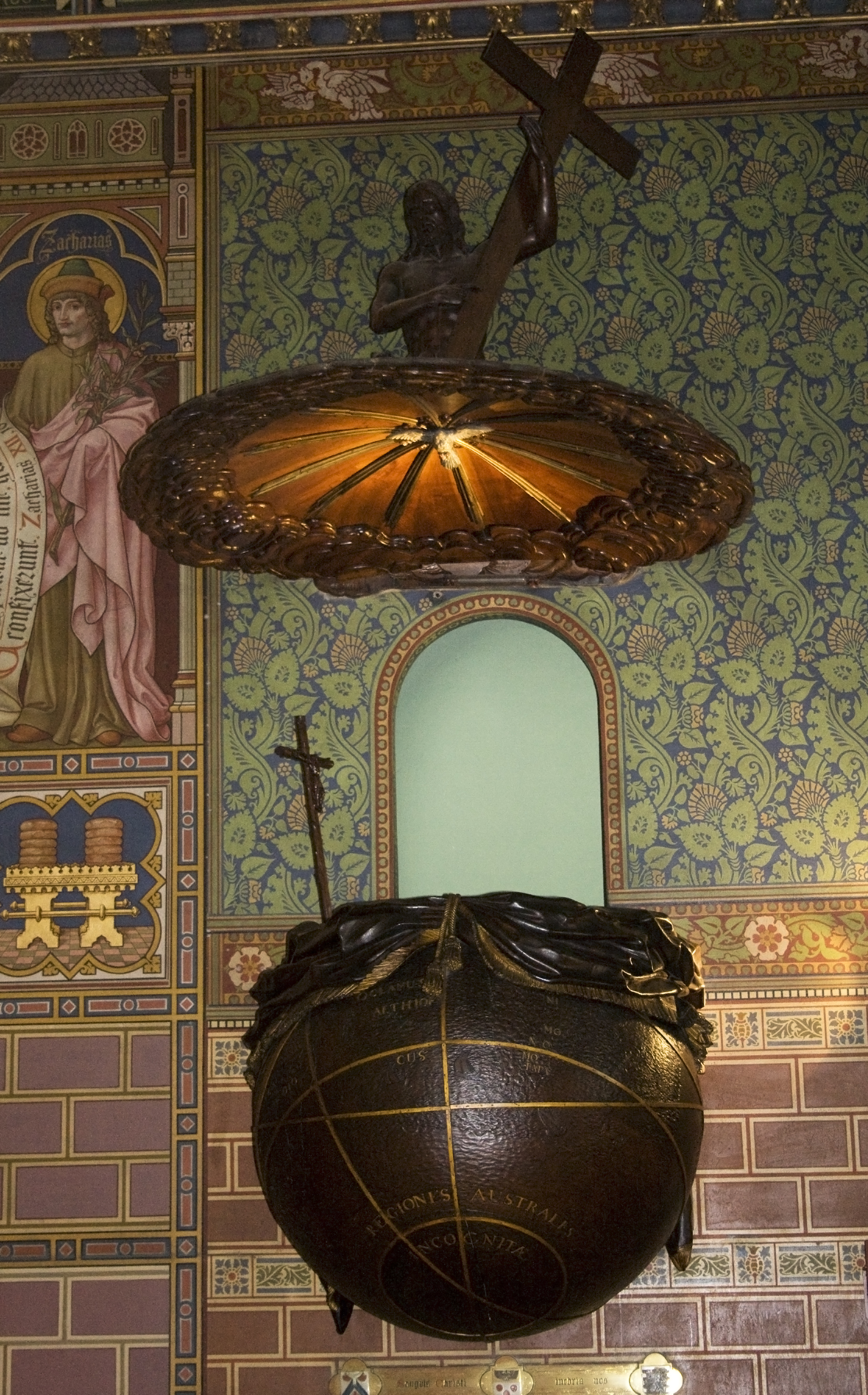
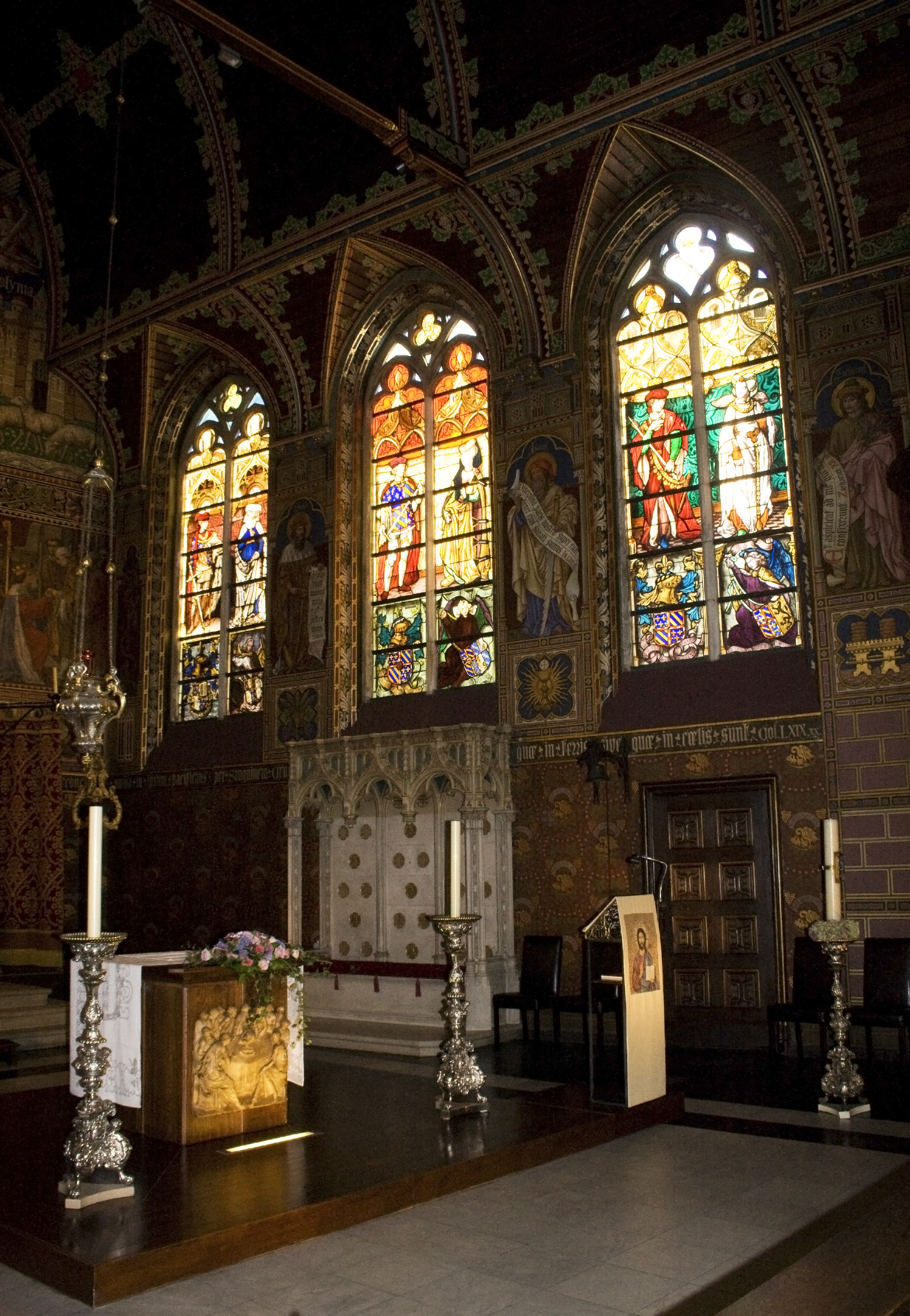

## Az ereklyét őrző mellékkápolna
A kissé szabálytalan alaprajzú főhajó mellett, a román boltívekkel elhatárolt viszonylag nagy méretű mellékhajóban helyezték le magát a Szent Vér-relikviát. Nagy tabernákulum takarja el, a helyi ezüstműves, François Ryelandt (1709-1774) alkotása. Minden pénteken bemutatják a hívőknek a mellékhajó fehér márvány trónusán. A rokokó stílusú, ugyancsak fehér márvány oltárt Henry Pulinckx tervezte. A rajta álló három méteres ezüst feszület 1767-1781 között készült.

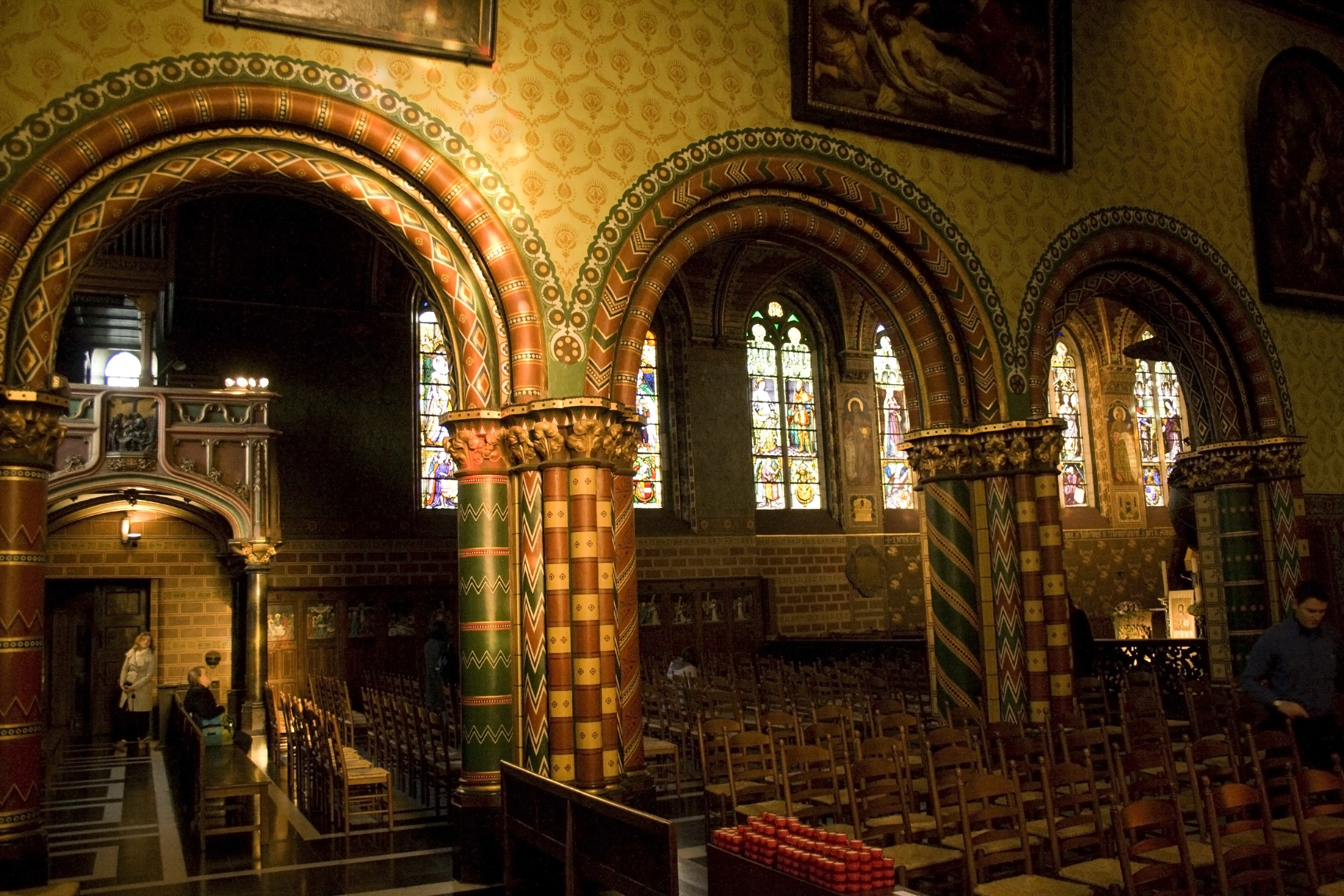
A főhajó a mellékhajóból nézve
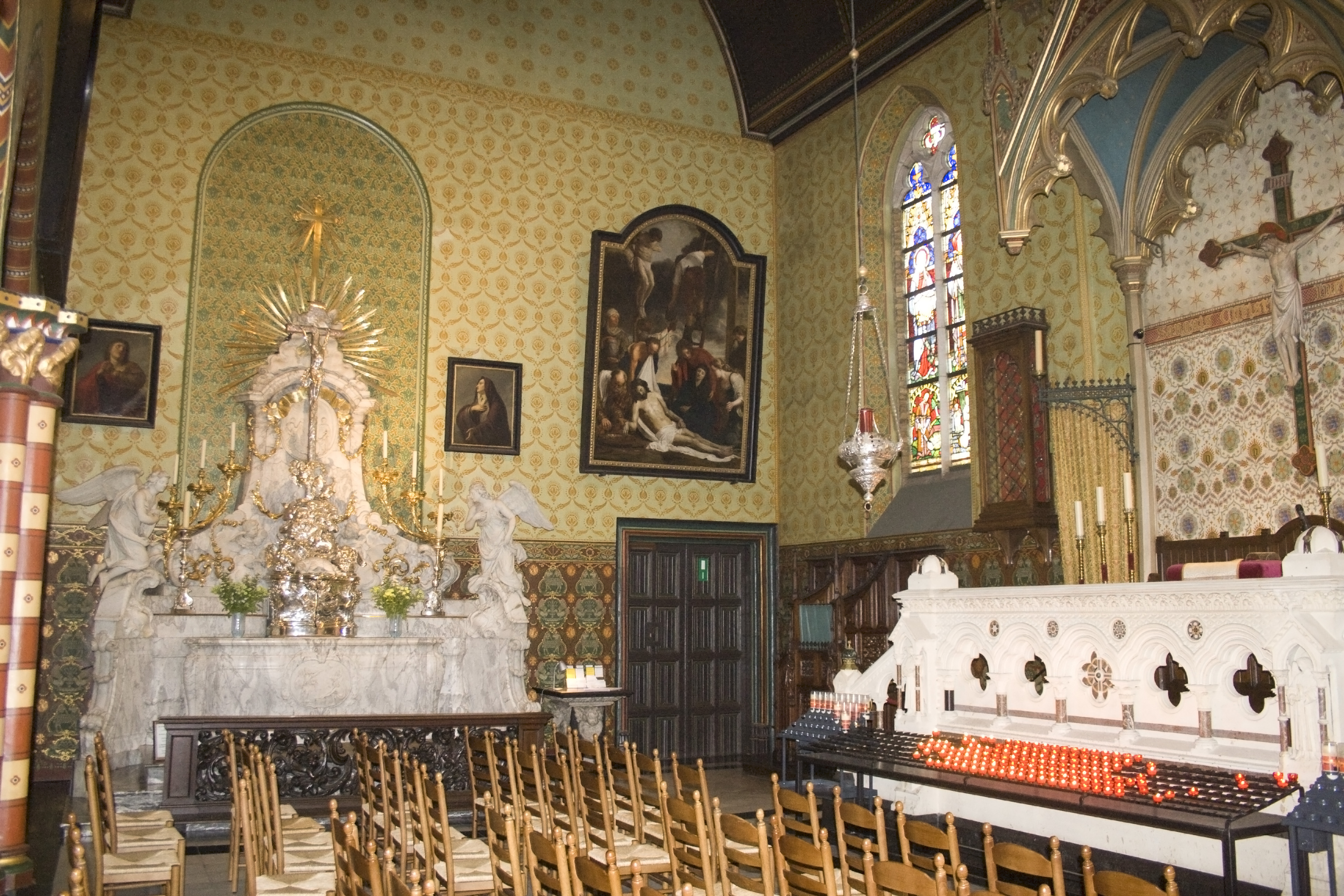
A mellékhajó
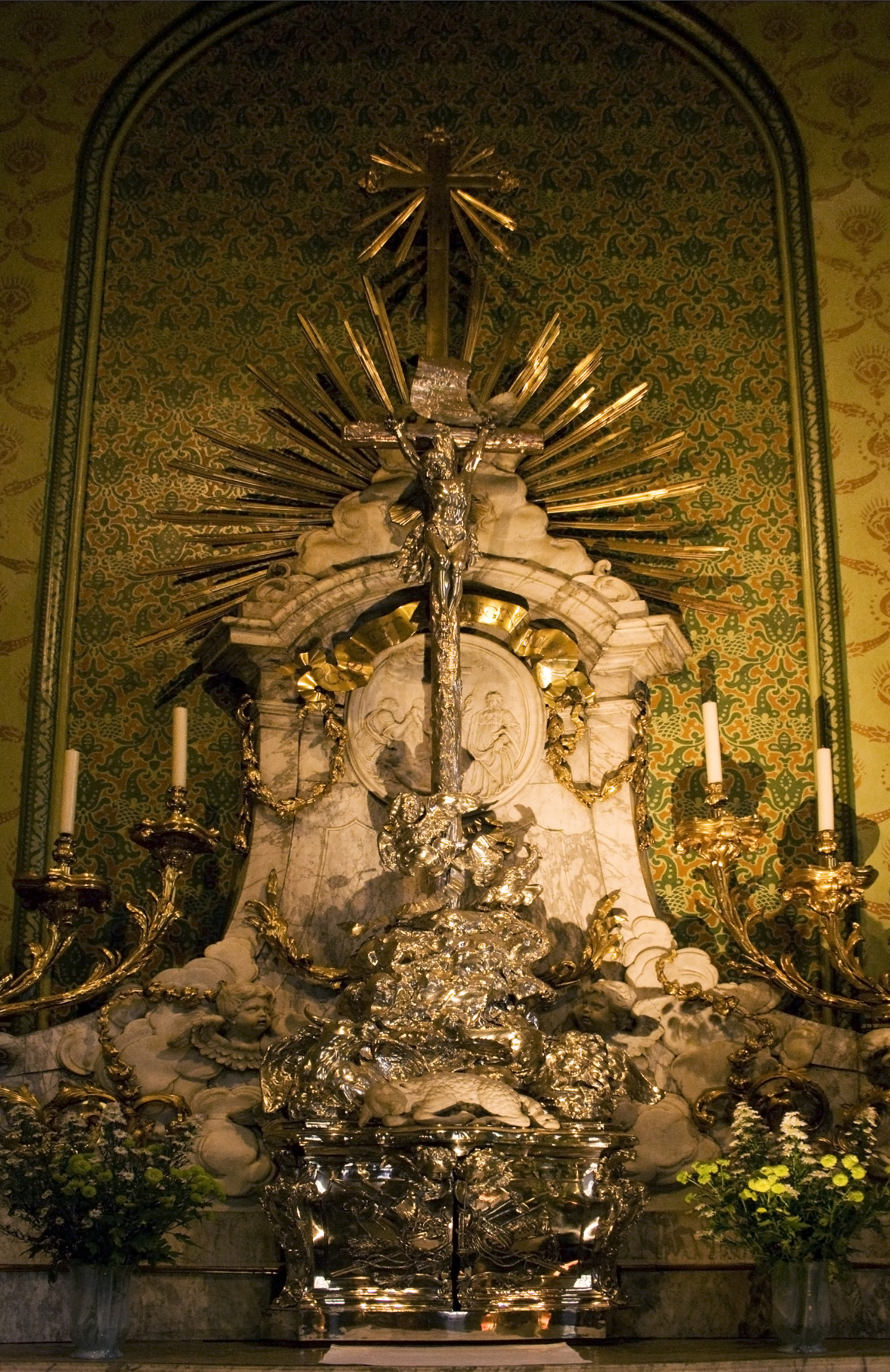
Ezüst feszület
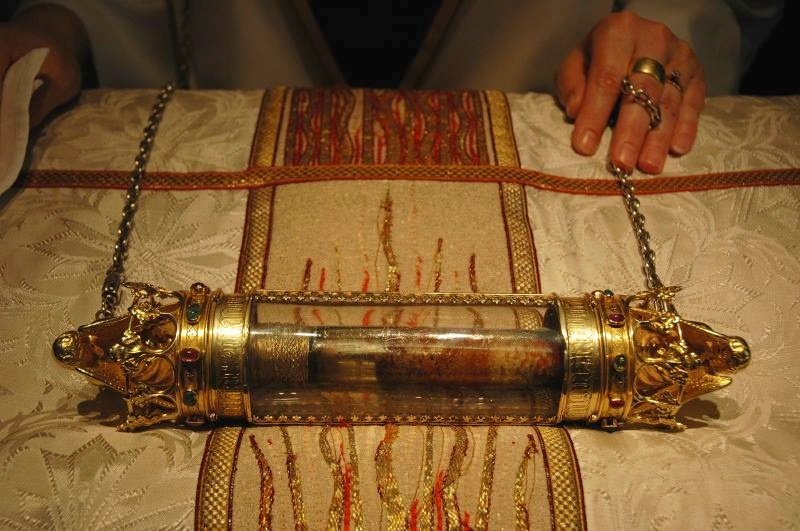
Az ereklye

## A Szent Vér ereklyéje
A Biblia maga nem említi Krisztus vérének megőrzését, de az apokrif iratok egyike szerint Arimathiai József a Szent Grál kelyhében felfogta a szent vért.
Bár a legenda szerint az ereklyét a 12. század derekán hozták Bruggébe, kutatások nem találták nyomát helyi említésének 1250 előttről. Az ereklye a valóságban minden valószínűség szerint Bizáncból származik és a városnak a negyedik kereszteshadjárat során, 1204-ben történt kirablása során került a keresztesek kezébe, akkor, amikor I. (Flandriai) Balduin, Flandria grófja, keresztes lovag lett – két évre – Bizánc latin császára.
Modern kutatások szerint a hegyikristályból készült tartály a 11. vagy 12. századra datálható, Bizánc környékén készült illatszer-tartónak készült fiola, amelyben egy textildarab van. Dugóját aranyfonál veszi körül és vörös viasszal van rögzítve. Bruggébe érkezése óta soha nem nyitották ki. Magát a fiolát egy üvegablakos aranyhengerben helyezték el, amelyre a "MCCCLXXXVIII die III maii" dátumot (1388. május 3.) vésték.

## A körmenet
A Szent Vér-ereklye a 13. század második felében messze földön híressé tette a várost, hiszen Krisztus vérének tisztelete a katolikus szertartások központi eleme (misebor). Már 1303-ban rendszeressé tették az ereklye körmeneten történő bemutatását is. Az 1303. májusi körmenet aktualitását az adta, hogy hálát adtak az egy évvel korábbi, a franciák elleni városi felkelés (Brugse Metten) sikeréért. A körmenetet azóta is rendszeresen Mennybemenetel napján rendezik meg és ez mindmáig az egyik legnagyobb egyházi ünnepség Belgiumban.
A körmeneten használt ereklyehordozó a bazilika múzeumában látható. A 30 kg-os kegytárgyat Jan Crabbe helyi aranyműves készítette 1617-ben aranyból és ezüstből; több mint 100 drágakövet vett igénybe díszítéséhez.